# 垂丝海棠
垂丝海棠（学名： Malus halliana），又名福建山樱花。是蔷薇科苹果属的植物，是中国的特有植物。繁色艳，朵朵下垂，甚为美丽，是著名的庭园观赏花木，也可盆栽观赏。
垂丝海棠与樱属的樱花形似，常被大众误认作樱花；可以从花形、花叶生长顺序、花梗颜色等方面区分这两种观赏性植物。

## 特征
小乔木，高达5m；枝开展，幼时紫色。叶卵形或狭卵形，长4～8cm，基部楔形或近圆形，锯齿细钝，叶质较厚硬，叶色暗绿而有光泽；叶柄常紫红色。花鲜玫瑰红色，花柱4～5，萼片深紫色，先端钝，花梗细长下垂，4～7朵簇生小枝端。果倒卵形，径6～8cm，紫色。3～4月开花；9～10月果熟。

## 分布
分布于中国大陆的四川、安徽、陕西、江苏、浙江、云南、贵州、湖北，生长于海拔50米至1,200米的地区，多生长于山坡丛林中和山溪边，目前已由人工引种栽培。

## 变种
花常见有以下变种和栽培变种：
1. 白花垂丝海棠  花较小，近白色，花柱4，花梗较短。叶较小，椭圆形至椭圆状倒卵形；
2. 重瓣垂丝海堂  花半重瓣，花梗深红色。
3. 垂枝垂丝海棠  小枝明显下垂。
4. 斑叶垂丝海棠  叶面有白斑。[1]